# دبورا-لی فرنس
دبورا-لی فرنس (به انگلیسی: Deborra-Lee Furness)؛ (زادهٔ ۳۰ نوامبر ۱۹۵۵ در سیدنی) هنرپیشه و تهیه‌کننده فیلم اهل استرالیا است. او با هنرپیشه استرالیایی، هیو جکمن، ازدواج کرده است. وی از سال ۱۹۷۵ میلادی تاکنون مشغول کنش هنری بوده‌است.

## فیلم‌شناسی

### فیلم
- فریادی در تاریکی (۱۹۸۸)
- جینداباین (۲۰۰۶)
- خوابگردی (۲۰۰۸)
- نظر کرده (۲۰۰۹)
- افسانه محافظان: جغدهای گاهول (۲۰۱۰)
- خوابگردی (۲۰۱۳)

### مجموعه تلویزیونی
- فینیس و فرب (۲۰۱۳)